# حميميم
بلدة حميميم هي بلدة تابعة إدارياً لمدينة جبلة وتبعد عنها مسافة 4 كم وعن محافظة اللاذقية حوالي 19 كم وهي بالقرب من مطار باسل الأسد الدولي.
ويبلغ عدد سكانها حوالي 11 ألف نسمة وتشتهر بزراعة الحمضيات.
تمتاز بزراعة الخضروات الباكورة (البندورة، الكوسا، الباذنجان...إلخ)
ومعظم الأراضي الممتدة من مدينة جبلة حتى قرية بستان الباشا كانت ملك عائلة آل مهنا